# Lestonia
Lestonia (лат.) — род клопов надсемейства щитников. Единственный род семейства Lestoniidae China, 1955. 2 вида.

## Распространение
Австралия.

## Описание
Фитофаги, ассоциированные с местными хвойными растениями рода Каллитрис (Callitris) из семейства Кипарисовые (Cupressaceae). Имеют защитную окраску. Усики 5-члениковые. Тело маленькое, яйцевидное, дорсально выпуклое и ровное вентрально.

## Систематика
Известно 2 вида. Когда энтомолог W. E. China (1955) впервые описывал этот род на основе единственного вида (и даже единственного экземпляра из Нового Южного Уэльса), он поместил его в отдельное подсемейство в составе семейства Полушаровидных щитников (Plataspidae), основываясь на строении жилкования задних крыльев и 2-члениковых лапок. Позднее ранг подсемейства был повышен до отдельного семейства (China & Miller, 1959).
Затем McDonald (1969) описал второй вид этого рода (Lestonia grossi) из Сиднея.
- Lestonia haustorifera China, 1955
- Lestonia grossi McDonald, 1969[4]